# Ivens Machado
Ivens Olinto Machado (Florianópolis, 1942 - Rio de Janeiro, 12 de maio de 2015) foi um escultor, gravador, performance, desenhista brasileiro. Considerado uma referência da escultura brasileira , sua obra frequentemente utiliza materiais arquitetônicos, abrindo-se a reflexões acerca da memória social e histórica. Pioneiro da videoarte no Brasil, em 1973 foi premiado no 5º Salão de Verão do Museu de Arte Moderna do Rio de Janeiro. Participou da Bienal do Mercosul, da Nouvelle Biennale de Paris e de cinco edições da Bienal Internacional de São Paulo.